# Pteroneta madangiensis
Pteroneta madangiensis là một loài nhện trong họ Clubionidae.
Loài này thuộc chi Pteroneta. Pteroneta madangiensis được miêu tả năm 2008 bởi Versteirt, Christa L. Deeleman-Reinhold & Léon Baert.